# 鲍哲才
鲍哲才（1833年—1895年），字华甫，浙江鄞县人。清末传教士，神学家。

## 生平
祖籍浙江宁波府鄞县，生于大清道光十三年（1833年）鄞县陈婆渡鲍家耷村（现属宁波市鄞州区钟公庙街道）。据天一阁现存清道光《鲍氏族谱》记载，其父名鲍明诚，有四子，其中鲍哲才为家中长子。
早年就读于位于宁波城江北岸槐树路的崇信义塾。崇信义塾最早在1845年由美国人麦嘉缔（Divie Bethune McCartee）创办，而麦嘉缔是美国北长老会传教士。崇信义塾是中国境内最早男子教会学校，时称“洋学堂”。崇信义塾后于1868年迁往杭州，更名作“育英义塾”，后成为之江大学。
鲍哲才于崇信义塾毕业后，曾入宁波華花聖經書房擔任印刷排版工，印刷英语翻译成宁波话的圣经，并因此熟练掌握英文。后赴上海任沪南清心堂牧师。其在上海创办清心书院，为上海近代新式小学的代表。清心书院后由鲍再扩建为中学。后清心书院因办学经费紧张，又改办为职业学校，成为上海近代新式职业学校的代表，学生有园艺和印刷两种专业。而其中印刷专业以印刷中文圣经和基督教传教小册为训练，是鲍的一大创造，因此鲍家走上近代印刷业。
因鲍哲才对清心书院的创设和发展贡献卓著，后来之清心中学（今上海市第八中学）在1910年新建大礼堂即以“思鲍堂”命名以示纪念。

## 家庭
鲍哲才有三子三女，其中以鲍咸恩、鲍咸昌二兄弟最为著名。
- 长子鲍咸恩，参与创立商务印书馆，曾任馆长
- 次子鲍咸昌，曾任商务印书馆经理，娶郁忠恩長女[5]
- 长女，嫁張蟾芬(又名張桂華)
- 次女鲍钰，嫁夏瑞芳
- 幼女鲍懿，嫁郭秉文
- 幼子鲍咸亨，上海海关官员[4]